# Gerald Schöpfer

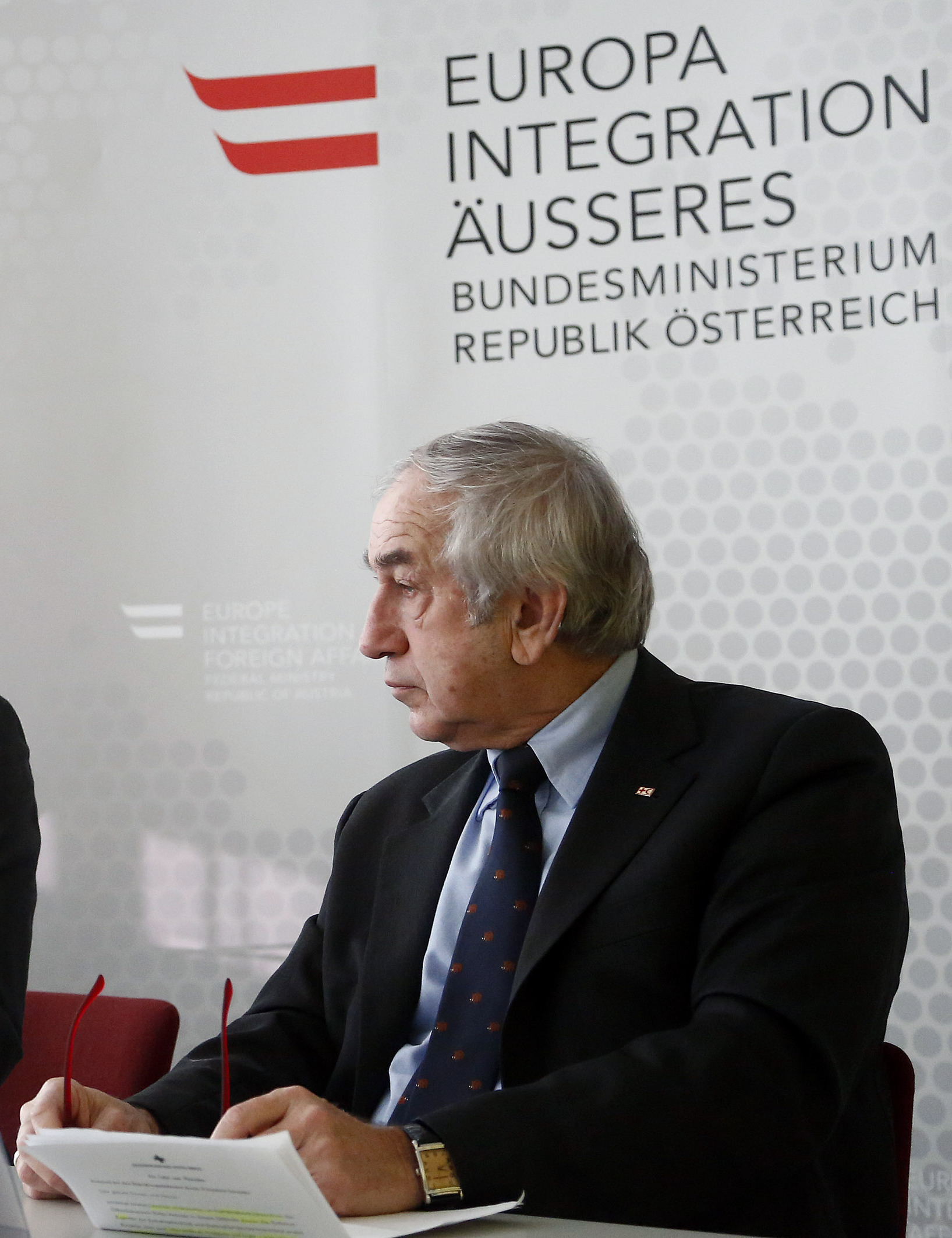
Gerald Schöpfer im Jänner 2015

Gerald Schöpfer (* 16. Jänner 1944 in Graz) ist ein österreichischer Wirtschaftshistoriker und Politiker (ÖVP). Er war Vorstand des Instituts für Wirtschafts-, Sozial- und Unternehmensgeschichte an der Karl-Franzens-Universität Graz. Von April 2004 bis Oktober 2005 war er Mitglied der Steiermärkischen Landesregierung (Landesrat für Wirtschaft und Europa) und von Oktober 2005 bis Oktober 2010 Abgeordneter zum Landtag Steiermark.
Seit Mai 2013 ist Gerald Schöpfer Präsident des Österreichischen Roten Kreuzes.

## Werdegang
Gerald Schöpfer studierte Rechts- und Staatswissenschaften an der Karl-Franzens-Universität Graz als Werkstudent (Journalist, Rezensent, Begründer des Studentenkabaretts "Der Hammer" im Forum Stadtpark, von 1966 bis 1968 Schadensreferent eines Versicherungsunternehmens). Im Jahr 1967 schloss er das Studium der Rechtswissenschaften mit dem Berufsdoktorat und 1972 das Studium der Staatswissenschaften mit dem Doktorat ab. Ab 1968 war Gerald Schöpfer Assistent an der Rechts- und Staatswissenschaftlichen Fakultät der Karl-Franzens-Universität Graz, an der er sich 1975 aus Wirtschafts- und Sozialgeschichte habilitierte. 1977 wurde Schöpfer zum Ordinarius und Leiter des Instituts für Wirtschafts- und Sozialgeschichte an der Sozial- und Wirtschaftswissenschaftlichen Fakultät der Karl-Franzens-Universität Graz berufen.
Schöpfers Forschungs- und Lehrtätigkeit umfasst die allgemeine Wirtschafts- und Sozialgeschichte mit den Schwerpunkten Österreich sowie 19. und 20. Jahrhundert, Altersforschung, Public History sowie Oral History.
Seit 1975 unterrichtet er als Gastprofessor an der Technischen Universität Graz, Internationale Wirtschaftsbeziehungen sowie Volkswirtschaftslehre.
Er gründete 1984 das bis heute bestehende Oral-History-Archiv der Universität Graz, das gegenwärtig über 2500 Zeitzeugeninterviews umfasst. Heute ist das Archiv im 2. Stock des RESOWI-Gebäudes in den Räumen des Instituts für Wirtschafts-, Sozial- und Unternehmensgeschichte eingerichtet. Der älteste Interviewpartner war 1888 geboren. Er war einer der Initiatoren des Masterstudienganges Global Studies an der Karl-Franzens-Universität Graz.
Er ist seit 2002 wissenschaftlicher Leiter des Studienganges Case- und Care-Management bei UniforLife.
Am 9. April 2004 wurde Gerald Schöpfer auf Vorschlag von Landeshauptmann Waltraud Klasnic zum Landesrat für Wirtschaft und Europa gewählt. Von Oktober 2005 bis Oktober 2010 war er Abgeordneter zum Landtag Steiermark und Fraktionssprecher für Bildung, Wissenschaft und Forschung. Aufgrund seiner Tätigkeit in der Steiermärkischen Landesregierung war Gerald Schöpfer als Professor vom Dienst freigestellt. Im Juli 2006 übernahm er wieder die Leitung des Instituts für Wirtschafts-, Sozial- und Unternehmensgeschichte an der Karl-Franzens Universität und emeritierte Oktober 2012.
Am 20. Juni 2009 wurde Gerald Schöpfer zum Präsidenten des Landesverbandes Steiermark des österreichischen roten Kreuzes gewählt. Seit 24. Mai 2013 ist er Präsident des Roten Kreuzes, er wurde in dieser Funktion am 11. Juni 2022 in seine dritte Funktionsperiode gewählt.

## Privates
Sein Vater war Friedrich Schöpfer, Sektionsleiter für Gewerbe der Wirtschaftskammer. Seine Mutter Marianne Schöpfer, war Malerin und lernte ihre Profession bei Oskar Kokoschka. Sein Urgroßvater war Friedrich Anton Otto Schöpfer.
Gerald Schöpfer heiratete am 16. Juli 1966 Christa Schöpfer (vormals Gasperschitz). Der Ehe entstammen zwei Kinder. Er ist sechsfacher Großvater und dreifacher Urgroßvater.

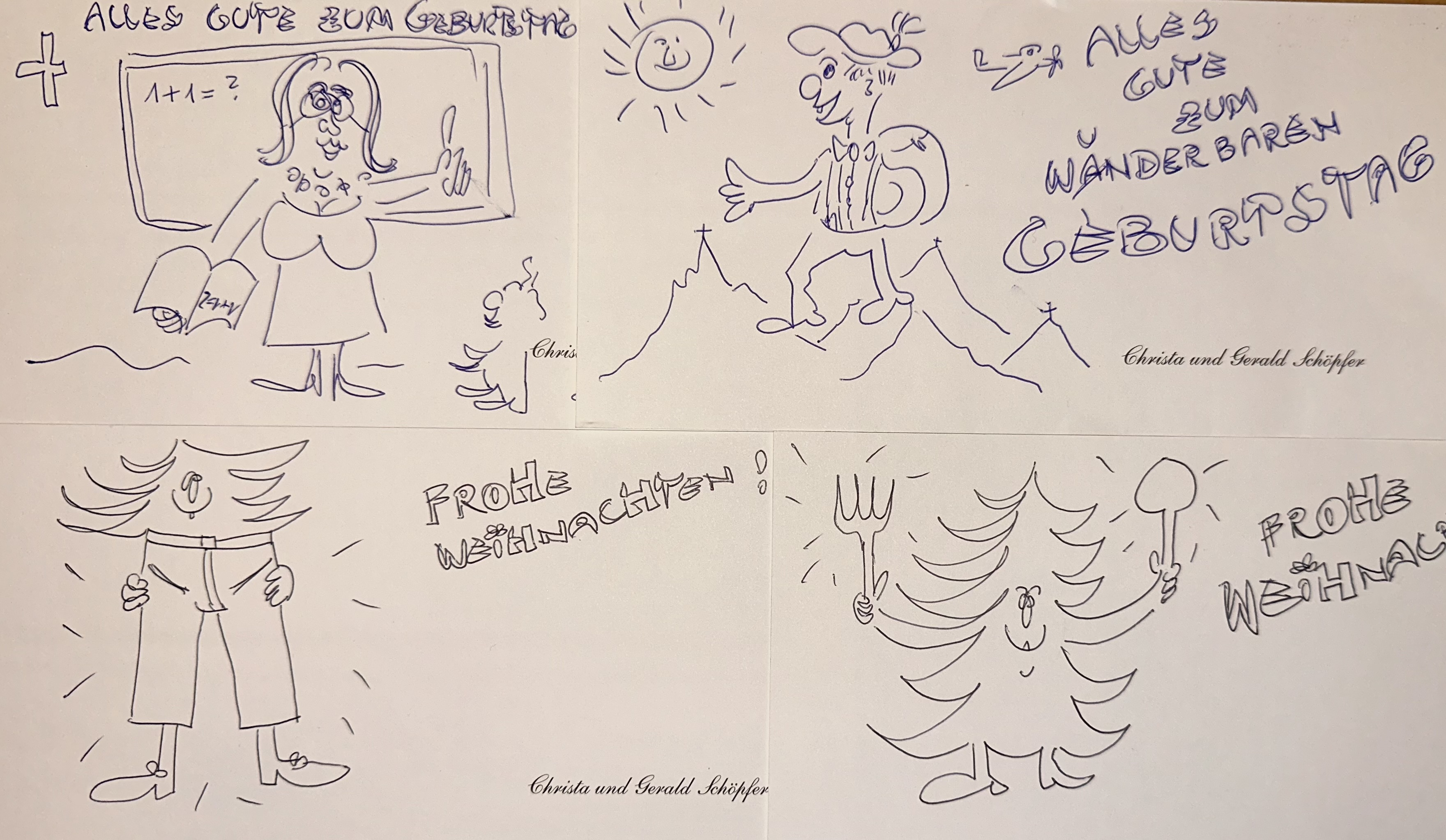
Diverse Sketches von Gerald Schöpfer auf Gratulationskarten

## Funktionen in universitären Gremien
- Langjähriges Mitglied des akademischen Senates
- Dreimal Dekan der SOWI-Fakultät (1985–1989 und 1997–1999)
- Vorsitzender des UPV (Universitätsprofessorenverband) der KFUG (1993–1996)
- 1999–2004 und von 2009–2012 Vorsitzender des Fakultätskollegiums der SOWI-Fakultät der KFUG
- 1993–1996 und 1999–2003 Mitglied der PROKO (Bundesprofessorenkonferenz), Wien

## Weitere Funktionen
- Präsident der Urania Steiermark (1989–1991)
- Mitglied Jury zur Vergabe der Landesforschungspreise, der Erzherzog-Johann Forschungspreise, der Hanns-Koren-Preise
- 1972 – 2004 Chefredakteur der Kulturzeitschrift steirische berichte[8]
- 1993–2001 Mitglied der Regionalradiobehörde im Bundeskanzleramt, Wien
- 1997–1999 Leiter des interdisziplinären Forschungsprojektes „Altern – Lust oder Last?“ im Auftrag der Stmk. Landesregierung
- 1998–2004 sowie ab 2007 Deputy-Member und seit 2010 Vertreter Österreichs in der ECRI-Kommission des Europarates in Straßburg.
- Von 2000 bis 7. Mai 2004 ehrenamtlicher Leiter der Bezirksstelle Graz-Stadt, des Österreichischen Roten Kreuzes, Landesverband Steiermark
- Seit 2001 Obmann des Josef Krainer - Steirischen Gedenkwerkes, welches den Josef-Krainer-Preis verleiht
- Ab 2006: Vorsitzender des Wissenschaftlichen Beirates der Forschungsgesellschaft Joanneum Research
- seit 2008 Präsident der kulturgeschichtlichen Gesellschaft und seit 2009 Mitglied des Kuratoriums des Universalmuseums Joanneum
- Ab 20. Juni 2009: Präsident des Österreichischen Roten Kreuzes, Landesverband Steiermark
- Seit 24. Mai 2013: Präsident des Österreichischen Roten Kreuzes

## Ausstellungstätigkeit
- Wissenschaftlicher Leiter der Steirischen Landesausstellungen 1989 (Judenburg: Menschen & Münzen & Märkte) und 1993 (Krieglach, Birkfeld und St. Kathrein/Hauenstein: Peter Rosegger)
- Konsulent der Kärntner Landesausstellung 1995
- Wissenschaftlicher Leiter der Sonderausstellung „Klar & fest“ – Geschichte des Hauses Liechtenstein, Riegersburg 1996–2002

## Preise und Auszeichnungen
- Theodor-Körner-Preis für Wissenschaft
- Josef-Krainer-Forschungspreis
- Großes Goldenes Ehrenzeichen des Landes Steiermark
- Österreichisches Ehrenkreuz für Wissenschaft und Kunst I. Klasse
- Kommandeurkreuz "pro merito melitensi"
- Goldenes Doktordiplom der Universität Graz für Rechtswissenschaften (2017)[9]
- Ehrenring der Landeshauptstadt Graz[10]
- Großes Goldenes Ehrenzeichen am Bande für Verdienste um die Republik Österreich (2019)[11]
- Goldenes Doktordiplom der Universität Graz für Staatswissenschaften (2022)[12][13]
- Goldener Ehrenring des Absolventenvereins der SoWi-Fakultät (2024)[14]

## Publikationen
Monografien/Herausgeber:
- Anton Mengers Staatslehre. Verband der wissenschaftlichen Gesellschaft Österreichs, 1973.
- Sozialer Schutz im 16.–18. Jahrhundert. Ein Beitrag zur Geschichte der Personenversicherung und der landwirtschaftlichen Versicherung (= Grazer rechts- und staatswissenschaftliche Studien. Bd. 33). Leykam, Graz 1976, ISBN 3-7011-8924-2.
- als Herausgeber: Phänomen Sozialpartnerschaft. Festschrift für Hermann Ibler zum 75. Geburtstag. Böhlau, Wien u. a. 1980, ISBN 3-205-07147-6.
- als Herausgeber: „Fremd gemacht?“ Der Volksschriftsteller Peter Rosegger. Böhlau, Wien/Köln/Weimar 1988, ISBN 3-205-05091-6.
- als Herausgeber: Menschen & Münzen & Märkte. Katalog. Steirische Landesausstellung 1989 Judenburg, 29. April – 19. Oktober 1989. Podmenik, Fohnsdorf 1989, ISBN 3-900662-16-9.
- als Herausgeber mit Stefan Karner: Als Mitteleuropa zerbrach. Zu den Folgen des Umbruchs in Österreich und Jugoslawien nach dem Ersten Weltkrieg. Leykam, Graz 1990, ISBN 3-7011-7231-5.
- als Herausgeber: Peter Rosegger. 1843–1918. (Steirische Landesausstellung 1993 Waldheimat, 8. Mai bis 31. Oktober). 2 Bände. Kulturreferat der steiermärkischen Landesregierung, Graz 1993.
- mit Wim van der Kallen: Peter Rosegger und die Waldheimat. Styria Verlag, Graz/Wien/Köln 1993, ISBN 978-3-222-12197-5.
- mit Peter Teibenbacher: Graz seit 1945. Daten, Fakten, Kommentare (= Unserer Zeit Geschichte. Bd. 2). Leykam, Graz 1995, ISBN 3-7011-7306-0.
- Gerald Schöpfer: Klar und fest. Geschichte des Hauses Liechtenstein (= Schriftenreihe der Arbeitsgemeinschaft für Wirtschafts- und Sozialgeschichte. Sonderband 2). Institut für Wirtschafts- und Sozialgeschichte, Riegersburg 1996, ISBN 3-901674-01-2.
- als Herausgeber: Frieden – eine Utopie? Vom Vielvölkersaat zum Vielvölkerfrieden. Schriftenreihe der Arbeitsgemeinschaft für Wirtschafts- und Sozialgeschichte, Graz 1996.
- Steirisches Thermenland - Vulkanland. Leykam, Graz 1996.
- als Herausgeber mit Günther Wittamwas: Rationalisierung im Spannungsfeld zwischen betriebswirtschaftlicher und volkswirtschaftlicher Optimierung. Graz 1997.
- als Herausgeber mit Stefan Karner: Der Krieg gegen die Sowjetunion 1941-1945. Leykam, Graz 1998, ISBN 3-7011-7387-7.
- als Herausgeber: Seniorenreport Steiermark. Altwerden in der Steiermark: Lust oder Last? Karl-Franzens-Universität – RESOWI-Zentrum – Institut für Wirtschafts- und Sozialgeschichte – Arbeitsgemeinschaft für Wirtschafts- und Sozialgeschichte, Graz 1999, ISBN 3-901674-06-3.
- als Herausgeber mit Erich Reiter: Wirtschaft und Sicherheitspolitik. Styria Premium Verlagsgruppe, Graz 1999, ISBN 3-222-12749-2.
- AVUS - Internationale Schadensregulierung 1999.
- Der verwirrte alte Mensch. Band des „Steirischen Seniorenreports - Altern. Lust oder Last?“ Schriftreihe der Arbeitsgemeinschaft für Wirtschafts- und Sozialgeschichte. Graz 2000, ISBN 3-901674-07-1 (ISBN 978-3-901674-07-5).
- Neuere Wirtschafts- und Sozialgeschiche. Skriptenreferat der ÖH Graz, 2000.
- Volkswirtschaftslehre. Skriptenreferat der ÖH TU-Graz, 2000.
- Internationale Wirtschaftsbeziehungen. Skriptenreferat der ÖH TU-Graz, 2001.
- als Herausgeber mit Günther Witamwas: Unternehmertum und Gründergeist. Gemeinsamkeiten und Unterschiede in der Gegenüberstellung Großbritannien–Österreich. Karl-Franzens-Universität – RESOWI-Zentrum – Institut für Wirtschafts- und Sozialgeschichte – Arbeitsgemeinschaft für Wirtschafts- und Sozialgeschichte, Graz 2002, ISBN 3-901674-10-1.
- als Herausgeber mit Stefan Karner und Erich Reiter: Kalter Krieg, Beiträge zur Ost-West-Konfrontation 1945-1990. Leykam, Graz 2002, ISBN 3-7011-7432-6.
- als Herausgeber mit Günther Witamwas: Unternehmertum und Gründergeist: Gemeinsamkeiten und Unterschiede in der Gegenüberstellung Großbritannien-Österreich Schriftenreihe der Arbeitsgemeinschaft für Wirtschafts- und Sozialgeschichte, Graz 2002, ISBN 3-901674-10-1.
- Riegersburg. Die stärkste Festung der Christenheit. Arbeitsgemeinschaft für Wirtschaft- und Sozialgeschichte, Graz/Riegersburg 2003.
- Franz Curt Fetzer. 100 Jahre für Wirtschaft und Wohlstand. Böhlau, Wien u. a. 2006, ISBN 3-205-77579-1.
- als Herausgeber: Herbert Depisch. Wirtschaftspionier und Global Player. Festschrift zum 90. Geburtstag. Karl-Franzens-Universität – RESOWI-Zentrum – Institut für Wirtschafts- und Sozialgeschichte – Arbeitsgemeinschaft für Wirtschafts- und Sozialgeschichte, Graz 2011, ISBN 978-3-901674-17-4.
- als Herausgeber mit Barbara Stelzl-Marx: Wirtschaft. Macht. Geschichte. Brüche und Kontinuitäten im 20. Jahrhundert. Festschrift Stefan Karner (= Unserer Zeit Geschichte. Band 9 = Veröffentlichungen des Ludwig-Boltzmann-Institutes für Kriegsfolgen-Forschung, Graz – Wien – Raabs. Band 23). Leykam, Graz 2012, ISBN 978-3-7011-0265-5.
- als Herausgeber mit Claus J. Raidl: Wehrpflicht vs. Berufsheer (= Politicum. 115, ISSN 1681-7273). Verein für Politik und Zeitgeschichte in der Steiermark, Graz 2013.
- als Herausgeber: Peter Rosegger. Leben und Wirken Überarbeitete und gekürzte Neuauflage. Volkskultur Steiermark, Graz 2013, ISBN 978-3-200-03153-1.
- als Herausgeber: Die österreichische Neutralität. Chimäre oder Wirklichkeit? Leykam, Graz 2015, ISBN 978-3-7011-0335-5.
- Peter Rosegger – Sein Leben in Wort und Bild. Vitalis, Prag 2018, ISBN 978-3-89919-561-3.
- Peter Rosegger – Sein Leben in Wort und Bild. Vitalis, Prag, Neuauflage 2023, ISBN 978-3-89919-561-3.

Beiträge in Fachzeitschriften/Sammelwerken:
- Ein frühes Versicherungsprojekt im deutschen Sprachraum. Berthold Holzschuhers Plan einer obligatorischen Aussteuerversicherung (1585). In: Die Versicherungsrundschau. Zeitschrift für Versicherungsfachwissen. 29. Jg., 7/8, August 1974.
- Ein Beitrag zur sozialen Stellung des Gelehrten in Innerösterreich am Beispiel Johannes Kepler. In: Berthold Sutter (Hrsg.): Johannes Kepler und Graz. Im Spannungsfeld zwischen geistigem Fortschritt u. Politik. Ein Beitrag zur Geschichte Innerösterreichs. Graz 1975.
- Der österreichische Sozialpionier Anton Menger und sein Werk. In: Österreich in Geschichte und Literatur. 1975,6.
- Die "Erste Hilfe" im 18. Jahrhundert. In: Wiener Geschichtsblätter. 30. Jg.,2, 1975.
- Grundprobleme der Versicherungswirtschaft - ein und jetzt. In: Unsere Wechselseitige 1974,24, 1977.
- Versicherungsprojekte aus dem 16.-18. Jahrhundert. In: Österreichischer Historikertag (Hrsg.): Bericht über den 14. Historikertag in Wien. 1979.
- Zur Genesis der österreichischen Sozialpartnerschaft. In: Gerald Schöpfer (Hrsg.): Phänomen Sozialwirtschaft. Böhlau, Wien 1980, S. 23–42
- Kameralismus. In: Alfred Klose (Hrsg.): Katholisches Soziallexikon. Tyrolia&Styria, Wien/Innsbruck/Graz/München/Köln 1980, S. 1255–1257.
- Merkantilismus. In: Alfred Klose (Hrsg.): Katholisches Soziallexikon. Tyrolia&Styria, Wien/Innsbruck/Graz/München/Köln 1980, S. 1803–1806.
- Physiokratismus. In: Alfred Klose (Hrsg.): Katholisches Soziallexikon. Tyrolia&Styria, Wien/Innsbruck/Graz/München/Köln 1980, S. 2123–2126.
- Verein für Socialpolitik. In: Alfred Klose (Hrsg.): Katholisches Soziallexikon. Tyrolia&Styria, Wien/Innsbruck/Graz/München/Köln 1980, S. 3166–3170.
- Zur Entwicklung der österreichischen Landwirtschaft von der Weltwirtschaftskrise bis zum Zweiten Weltkrieg. In: Historische Landeskommission (Hrsg.): Bericht über das Mogersdorfer Symposium in Osijek. Osijek 1983, S. 59–72.
- Möglichkeiten einer aktiven Konjunkturpolitik im Österreich der 20-er Jahre. In: Geschichte und Gegenwart. 1983,1, 1983, S. 24–26.
- Socialno parstnerstvo v Austriji in Nase gospodarstvo. Revija za aktualna gospodarska vprasanja, 1983.
- System partnerstwa spolecznego w Austrii In: Universytet Lodzki, Instytut ekonomiki predsiebiorstw (Hrsg.): Zarzadzanie Przedsiebiorstwami w Warunkach Niepewnosci, Materiaiy polski-austriackiego seminarium neukowege. Lodz 1984, S. 15–24.
- Analyse, Planung und Perspektiven der wirtschaftlichen und sozialen Entwicklung der drei Regionen und Möglichkeiten der interregionalen Zusammenarbeit In: 7. Covegno Scientifico Internationale Alpe-Adria (Hrsg.): Lo sviluppo economice e sociale nelle tre regioni dell`Alpe Adria. Trieste/Italia 1984.
- Beispiele wirtschaftlicher Entwicklungspolitik aus der österreichischen Wirtschaftsgeschichte In: Wolfgang Benedek (Hrsg.): Entwicklung und Friede. Aktuelle Beiträge zur Entwicklungspolitik. Wien 1985.
- Das Jahr 1945 und die burgenländische Kunstszene. In: Stefan Karner (Hrsg.): Das Burgenland im Jahr 1945 - Beiträge zur Landesausstellung 1985. Eisenstadt 1985, S. 229–240.
- Zum Aufbau eines EDV-unterstützen „Oral History-Archiv“ in Graz. In: International Workshop (Hrsg.): International Workshop on Standardization and Exchange of Machine Readable Data in the Historical Disciplines. Graz 1986.
- Prinz Eugen und Hörnigk - Staatsidee und Wirtschaftsmacht. In: Gerald Schöpfer (Hrsg.): Prinz Eugen von Savoyen. Arbeitsgemeinschaft für Wirtschafts- und Sozialgeschichte, Graz 1986, S. 33–55.
- 1945 in der Kunst. Reflexionen zum Jahr 1945 In: Stefan Karner, Rudolf Kropf (Hrsg.): Schlaininger Gespräche 1985. Eisenstadt 1986, S. 337–358.
- Hermann Ibler In: Blätter für Heimatkunde 4,1986.
- Zum österreichischen Notgeld der Kriegs- und Nachkriegsjahre des Ersten Weltkrieges In: Herwig Ebner (Hrsg.): Festschrift Othmar Pickl zum 60. Geburtstag. Graz/Wien 1987. 559–569.
- Problems of Data Protection and the Rights of Private Individuals from the Point of View of the "Oral History Arhive" in Graz In: Troisieme Table Ronde Intgernationale sur la Standardisation et l`Exchange des Basis de Donees hisgtoriques. Paris 1987, S. 125–129.
- Handel und Gewerbe in den Dreißiger Jahren In: Helfried Valentinitsch (Hrsg.): Historisches Jahrbuch der Stadt Graz. Graz 1988, S. 249–262.
- Das Kriegserlebnis im Spiegelbild von Lebenserinnerungen. Aus dem „Oral History-Archiv“ des Grazer Institutes für Wirtschafts- und Sozialgeschichte In: Helfried Valentinitsch (Hrsg.): Recht und Geschichte. Festschrift Hermann Baltl zum 70. Geburtstag. Leykam, Graz 1988, S. 487–501.
- Von der Eigenversorgung zur arbeitsteiligen Wirtschaft. Volkswirtschaftliche Gesellschaft, Graz/Wien 1989.
- Der Handel als Bindeglied zwischen den Kulturen. Volkswirtschaftliche Gesellschaft, Graz/Wien 1989.
- Vom Vorrang des Anbieters zur Marktbeherrschung durch den Käufer. Volkswirtschaftliche Gesellschaft, Graz/Wien 1989.
- Die Rechenkunst als Instrument des Handels. Volkswirtschaftliche Gesellschaft, Graz/Wien 1989.
- Der Handel - Spiegelbild menschlicher Bedürfnisse In: Gerald Schöpfer (Hrsg.): Menschen & Münzen & Märkte. Podmenik, Graz / Fohnsdorf 1989, S. 11–12.
- Zu den "Commerzien" erziehen ... In: Gerald Schöpfer (Hrsg.): Menschen & Münzen & Märkte. Podmenik, Graz / Fohnsdorf 1989, S. 113–122.
- Augenzeugen berichten: Das Jahr 1938. In: Christian Brünner, Helmut Konrad (Hrsg.): Die Universität und 1938. Wien 1989, S. 133–146.
- Leistung, Gerechtigkeit, Solidarität -Arbeiten in unserem Land In: Stvp (Hrsg.): Modell Steiermark - Bericht der Arbeitskreise. Graz 1989.
- Konzept für Ausbildung fehlt In: Österreichische Hochschulzeitung. 1989,3, 1989.
- Wlasnosc panstwa ozy wlasnosc prywatna. Tendencje deregulacynje w Austrii In: Wydawnictwo Universitetu Lodziego (Hrsg.): Warunki funkcjonawania przdsiebiorstw w gospodarce rynkowej - Polskie przebiorstwo w bliczu wyzwan gospodarczych Europy lat dziewiecdziesiatych. Universität Lodz, Lodz 1990, S. 62–70.
- Wasserstrassen In: Gerhard Dienes und Franz Leitgeb (Hrsg.): Wasser - Katalog der Stadtausstellung. Leykam, Graz 1990, S. 162–166.
- Das Grazer „Oral History-Archiv“ In: Österreichische Hochschulzeitschrift. 42. Jahrgang,6, 1990, S. 11.
- Allando küzdelem a sikeres strukturakert. A Styjer küzdelem a sikeres strukturakert. Közep-Europai Folyoirat. In: Danubius. 1992,10-11, 1992, S. 9–11.
- Das "Phänomen" Peter Rosegger. Vom Waldbauernbub zum Fernsehstar. In: Gerald Schöpfer (Hrsg.): Peter Rosegger 1843-1918, Katalog der Steirischen Landesausstellung 1993. Podmenik, Judenburg 1993, S. 7–12.
- Peter Rosegger und seine vielen Seiten ... In: Lichtungen: Zeitschrift für Literatur, Kunst und Zeitkritik. 1993,53, 1993, S. 45–48.
- Der Zusammenhang von Wirtschafts- und Technikgeschichte. In: Der Wirtschaftsingenieur. 1993,4, 1993, S. 4–7.
- Auf den Spuren eines steirischen Mythos. In: Österreichische Ärztezeitung. Juni 1993.
- Steirische Beziehungen zu Slowenien im wirtschaftlich kulturellen Bereich in den letzten Jahrzehnten bis zu Gegenwart. In: Caesar Walter Ernst, Markus Jaroschka (Hrsg.): Zukunft beginnt im Kopf. Festschrift 75 Jahre Urania. Graz 1994, S. 352–354.
- Der Fernostreise des Prinzen Heinrich von und zu Liechtenstein. In: Wiener Kunsthefte. 1994,2 F. 1994.
- Von den Bruderladen zur modernen Sozialversicherung. In: Kärntner Landesausstellungsbüro (Hrsg.): Katalog der Kärntner Landesausstellung Hüttenberg "Grubenhunt & Ofensau". Vom Reichtum der Erde. Klagenfurt. Kärntner Landesregierung/Ausstellungbüro, 1995, S. 473–478.
- Die berufsbezogene Bildung in der Ära des Kameralismus & Merkantilismus. In: Wilhelm Filla, Elke Gruber, Jurij Jug (Hrsg.): Erwachsenenbildung in der Aufklärung. Wien 1996, S. 56–65.
- Zum Thema "Lebensgeschichten". In: Barbara Kern (Hrsg.): Gutenberger Lebensgeschichten. Arbeitsgemeinschaft für Wirtschafts- und Sozialgeschichte, Graz 1998, S. 13–15.
- Friede- eine Utopie? In: Informationen zur Sicherheitspolitik. 1998, S. 4–24.[15]
- Von der Industriellen Revolution zur Informationsgesellschaft - die Technikentwicklung m sozialen Umfeld. In: Josef W. Wohinz (Hrsg.): Die Technik in Graz - Aus Tradition für Innovation. Böhlau, Wien/Köln/Weimar 1999, S. 245–259.
- Laudatio für Ehrensenator Präsident Dr. Ernst Höller. In: Universität Graz (Hrsg.): Grazer Universitätsreden. Kienreich, Graz 1999, S. 8–13.
- Vergleich und Interdisziplinarität. In: P. V. Zima (Hrsg.): Vergleichende Wissenschaften - Interdisziplinarität und Interkulturalität in den Komparatistiken. Tübingen 2000, S. 47–62.
- Der Handel im Wandel. In: Zukunftsperspektiven für das Handelsmanagement. Konzepte-Instrumente-Trends (=FS Peter Liebmann). Frankfurt am Main 2000, S. 87–97.
- Einladung zum Nachdenken. In: GEFAS (Hrsg.): Ringvorlesung „Intergeneratives Lernen“ an der KFUniGraz im WS 1999/2000. gefas, Graz 2000, S. 10.
- Peter Rosegger. In: G. Berger (Hrsg.): Insieme - Kunst- und kulturgeschichtliche Beiträge. Frankfurt. a. M. 2001, S. 9–25.
- Das Notgeld. In: K. Bachinger, D. Stiefel (Hrsg.): Auf Heller und Cent. Beiträge zur Finanz- und Währungsgeschichte. Ueberreuter, Wien 2001, S. 325–344.
- Verwirrung als gesellschaftliche Herausforderung. In: Gerald Schöpfer, Gerlinde Stessel, Arbeitsgemeinschaft für Wirtschafts- und Sozialgeschichte (Hrsg.): Verwirrung als gesellschaftliche Herausforderung. Arbeitsgemeinschaft für Wirtschafts- und Sozialgeschichte, Graz 2001, S. 11–24.
- Das Ehrenamt: Ein Kapitel mit dem man sorgsam umgehen soll. In: Ludwig Kapfer (Hrsg.): Common Win of Styria. Kompetenz-Mediengruppe, Graz 2001, S. 200–204.
- Pflege - eine "gewaltige" Aufgabe. In: Steirische Gesellschaft zur Förderung der Alterswissenschaften und Seniorenstudiûms an der Universität Graz (Hrsg.): 10 Jahre Gefas. Graz 2001, S. 24.
- Der Weltkrieg im Spiegelbild des Grazer "Oral-History-Archivs". In: H. Knoll, P. Ruggenthaler, B. Stelzl-Marx (Hrsg.): Kriege und Konflikte im 20. Jahrhundert. Aspekte ihrer Folgen (= Veröffentlichungen des Ludwig-Boltzmann-Instituts für Kriegsfolgenforschung). Graz 2002, S. 285–302.
- Von der Industriellen Revolution zur Informationsgesellschaft - die Technik-Entwicklung im sozialen Umfeld. In: J. W. Wohinz (Hrsg.): Die Technik in Graz - Vom Joanneum zur Erzherzog-Johann-Universität. Graz 2002, S. 227–240.
- Alter und Humor. In: G. Schöpfer, Gerlinde Stessel (Hrsg.): Humor und Alter. Graz 2002, S. 15–29.
- Medienentwicklung. In: Wolfgang Bachmayer, Wolfgang Mantl, Gerald Schöpfer (Hrsg.): Medienstudie Steiermark. Graz 2002, S. 21–34.
- Medienausbildung. In: Wolfgang Bachmayer, Wolfgang Mantl, Gerald Schöpfer (Hrsg.): Medienstudie Steiermark. Graz 2002, S. 96–104.
- Dimensionen und Entwicklungslinien von Unternehmertum und Gründergeist. In: G. Schöpfer, Günther Witamwas (Hrsg.): Unternehmertum und Gründergeist. Gemeinsamkeiten und Unterschiede in der Gegenüberstellung Großbritannien-Österreich. Graz 2002, S. 13–50.
- Universitäten im Umbruch - Mehr Autonomie und mehr Eigenverantwortung bringen neue Herausforderungen. In: Andreas Khol, Günther Ofner, Günther Burkert-Dottolo, Stefan Karner (Hrsg.): Österreichisches Jahrbuch für Politik. Oldenbourg Wissenschafts-Verlag, Wien/München 2002, S. 535–558.
- Der steirische Film, Entwicklung und Perspektiven. In: Wolfgang Bachmayer, Wolfgang Mantl, Gerald Schöpfer (Hrsg.): Medienstudie Steiermark. Graz 2002, S. 53–57.
- Medienkompetenzzentrum Südost, Pionierarbeit steirische Medien. In: Wolfgang Bachmayer, Wolfgang Mantl, Gerald Schöpfer (Hrsg.): Medienstudie Steiermark. Graz 2002.
- Eckart Schremmer: Steuern und Staatsfinanzen. In: Zeitschrift für neuere Rechtsgeschichte : ZNR. 2002.
- Andreas Schwennicke: Ohne Steuer kein Staat. In: Zeitschrift für neuere Rechtsgeschichte. 2002.
- Reimer Voß, Steuern im Dritten Reich. In: Zeitschrift für neuere Rechtsgeschichte. 2002.
- Der Pflegeberuf im Blickpunkt der Öffentlichkeit. In: Gerald Schöpfer, Gerlinde Stessel (Hrsg.): Was gehört zu einem guten Pflegemanagement? Medizin - Pflege - Therapie: Miteinander vernetzt? Arbeitsgemeinschaft für Wirtschafts- und Sozialgeschichte, Graz 2003, S. 11–38.
- Was gehört zu einem guten Pflegemanagement. Medizin - Pflege - Therapie: Miteinander vernetzt? Arbeitsgemeinschaft für Wirtschafts- und Sozialgeschichte, Graz 2003.
- Von der Omnipotenz zur Ohnmacht? Anmerkungen zum historischen Wandel der nationalstaatlichen Wirtschaftspolitik. In: Hedwig Kopetz, Joseph Marko, Klaus Poier (Hrsg.): Soziokultureller Wander im Verfassungsstaat. Phänomene politischer Transformation. Festschrift für Wolfgang Mantl zum 65. Geburtstag. Böhlau, Wien/Köln/Graz 2004, S. 1309–1321.
- Medien prägen die Realität. In: Klaus Brunner, Gabriele Russ, Manfred Prisching u. a. (Hrsg.): Innovation. Leykam, Graz 2004. 100–101.
- Der "MediaCluister" - ein engagiertes Projekt. In: Herwig Hösele, Reinhold Lopatka, Wolfgang Mantl, Manfred Prisching (Hrsg.): Steirisches Jahrbuch für Politik 2003. Verein für steirische Politik und Zeitgeschichte, Graz 2004, S. 91–95.
- Das Stift Vorau - ein Anker der Beständigkeit und Kraft. In: Ferdinand Hutz (Hrsg.): Stift Vorau im 20. Jahrhundert. Vorau. 2004. 309–318.
- Von der Nachkriegsbewirtschaft und auf dem Weg zur Vollbeschäftigung. In: Joseph F. Desput (Hrsg.): Vom Bundesland zur europäischen Region. Die Steiermark von 1945 bis heute. Historische Landeskommission für Steiermark, Graz 2004, S. 311–348.
- Professionelles Informieren: "multi & media". In: Joseph F. Desput (Hrsg.): Vom Bundesland zur europäischen Region. Die Steiermark von 1945 bis heute. Historische Landeskommission, Graz 2004, S. 537–550.
- 10 Years of ACstyria - A Look Back and a Look Forward from the Political Point of View. In: Andreas Kolb (Hrsg.): Pole Position: 10 Years of the Autocluster Styria - Chronicle of an Unparalleled Economic Success Story. Leykam, Graz 2005, S. 29–34.
- Die Rolle der steirischen Wirtschaft im vereinten Europa. In: Herwig Hösele, Reinhold Lopatka, Manfred Prisching u. a. (Hrsg.): Steirisches Jahrbuch für Politik. Verein für Geschichte und Politik, Graz 2005, S. 55–57.
- Steirische Wirtschaft in 75 Jahren. In: Hypobank Steiermark (Hrsg.): Festschrift Hypo Steiermark - 75 wertvolle Jahre. Graz. 2006, S. 11–25.
- Zur sozialen Rechtslehre Anton Mengers und Karl Renners. In: Wilhelm Brauneder, Kazuhiro Takii (Hrsg.): Die österreichischen Einflüsse auf die Modernisierung des japanischen Rechts. Österreichisch-Japanische Rechtsbeziehungen III. Peter Lang, Frankfurt/Main 2007, S. 169–181.
- Zu den Anfängen der Sozialpartnerschaft in Österreich. In: Verein für Politik und Zeitgeschichte (Hrsg.): 1918 - Der Beginn der Republik. Verein für Politik und Zeitgeschichte in der Steiermark, Graz 2007, S. 45–48.
- Altern: Lust oder Last? Altwerden in einer lebenswerten Lebenswelt. In: Anita Prettenthaler-Ziegerhofer (Hrsg.): Menschen mit Behinderung - Lebenswerte Lebenswelten. Universitätsverlag Leykam, Graz 2008, S. 87–103.
- Vom Klassenkampf zur friedlichen Streitbeilegung - zur Genesis der österreichischen Sozialpartnerschaft. In: Stefan Karner, Lorenz Mikoletzky (Hrsg.): Österreich. 90 Jahre Republik Beitragsband der Ausstellung im Parlament. Innsbruck. Studienverlag. 2008, S. 241–251, 11 S.
- Österreichs Wirtschaftsentwicklung ab 1989. In: Stefan Karner, Lorenz Mikoletzky (Hrsg.): Österreich. 90 Jahre Republik Beitragsband der Ausstellung im Parlament. Innsbruck. Studienverlag. 2008, S. 267–272, 6 S.
- Umbrüche und Kontinuitäten Politische Wechsellagen und Karriereverläufe im Österreich des 20. Jahrhunderts In: Stefan Karner, Lorenz Mikoletzky (Hrsg.): Österreich. 90 Jahre Republik Beitragsband der Ausstellung im Parlament. Innsbruck. Studienverlag. 2008.
- Eine alternde Gesellschaft und deren Herausforderungen für die Zukunft. In: Beatrix Karl und Klaus Poier (Hrsg.): Alter und soziale Gerechtigkeit. Leykam, Graz 2009, S. 33–41.
- Jiri Kocian - Gerald Schöpfer, Vsedni a socialni tzivot rakousko a cesko ve 20.stoleti. In: Stefan Karner, Michal Stehlik (Hrsg.): cesko.Rakousko. rozdeleni - odlouceni - spojeni. Schallaburg / Jihlava. 2009. 212–221.
- Zur Bedeutung der Bauwirtschaft für Wohlstand und Beschäftigung. In: Detlev Heck, Hans Lechner (Hrsg.): 40 Jahre Institut für Baubetrieb und Bauwirtschaft, Festschrift 1969 - 2009. Graz. Verlag der Technischen Universität Graz, 2009, S. 133–144.
- Erzherzog Johann - Innovator und dynamischer Wirtschaftspolitiker. In: Karlheinz Wirnsberger (Hrsg.): Erzherzog Johann. Visionär der HabsburgerTagungsband. Graz 2009, S. 110–127.
- Ist die freie Marktwirtschaft zum Untergang verurteilt? In: Sozialwissenschaftliche Schriftenreihe. Heft 28. 2009, S. 3–9, 7 S.
- Praxis und Perspektiven des Roten Kreuzes in der Steiermark. In: Beatrix Karl, Wolfgang Mantl u. a. (Hrsg.): Steirisches Jahrbuch für Politik 2009. Graz. Schnider. 2010, S. 85–88.
- Entrepreneurship zwischen Chance und Risiko - Entrepreneurship - between opportunities and risks. In: AVUS.-group (Hrsg.): 50 Jahre AVUS - AVUS 50th Anniversary. AVUS. 2010, S. 54–57.
- Kriege als Sprungsbrett zu Macht - Das Haus Liechtenstein. Ein Adelsgeschlecht mit erfolgreichen Unternehmern, Feldherren und Diplomaten. In: Wolfram Dornik, Johannes Gießauf, Walter M. Iber (Hrsg.): Krieg und Wirtschaft. Von der Antike bis ins 21. Jahrhundert. Studienverlag, Innsbruck/Wien/Bozen 2010, S. 31–47.
- ZeitzeugInnen als lebendige Quelle der Geschichte. Das Oral-History-Archiv des Grazer Instituts für Wirtschafts-, Sozial- und Unternehmensgeschichte. In: Arbeitsgemeinschaft für Wirtschafts- und Sozialgeschichte (Hrsg.): Herbert Depisch. Wirtschaftspionier und Global Player. Festschrift zum 90. Geburtstag. Graz 2011, S. 163–170.
- Wie belastbar sind die Gemeinden? In: Julia Hiebler (Hrsg.): Analyse der finanziellen Situation in den steirischen Gemeinden - Eine wirtschaftshistorische Studie. Uni-Press-Graz, Graz 2011, S. 5–7, 3 S.
- Der österreichische Staatsbankrott von 1811. In: Österreichischer Rechnungshof (Hrsg.): 250 Jahre - Der Rechnungshof - Unabhängig. Objektiv.Wirksam. Gestern-Heute Morgen. Kontrolle zahlt sich aus. Wien 2011, S. 131–136.
- Laudatio für Ehrensenator Herbert Depisch. In: Gerald Schöpfer (Hrsg.): Herbert Depisch - Wirtschaftspionier und Global Player. Festschrift zum 90. Geburtstag. Arbeitsgemeinschaft für Wirtschafts- und Sozialgeschichte, Graz 2011, S. 25–40.
- Erinnerungen an ein steirisches Denkmal:Josef Krainer der Ältere - unbeugsam, geradlinig und offen für das Neue. In: Klaus Poier und Gerald Schöpfer (Hrsg.): Landeshauptmann Josef Krainer sen. 1948 - 1971 - 2011. Graz 2011, S. 67–71.
- Landeshauptmann Josef Krainer sen. 1948 - 1971 -2011. Editorial. In: Politicum. 32,113, 2011, S. 3, 1 S.
- Die Öffentliche Hand und die Zukunft der Bauwirtschaft. In: Detlef Heck, Hans Lechner (Hrsg.): Die Bedeutung der Kalkulation in der Vertragsabwicklung. 5. Grazer Baubetriebs- und Baurechtsseminar, Tagungsband 2012. Verlag der Technischen Universität Graz, Graz 2012, S. 175-195, 20 S.
- History of Crisis and the Quest for Security. In: Maximilian Edelbacher, Peter Kratcoski, Michael Theil (Hrsg.): Financial Crimes - A Threat to Global Security. Advances in Police Theory and Practice Series. CRC Press, New York 2012, S. 23–35.
- Der steirische Erzberg und die industrielle Entwicklung Österreichs. In: Montanhistorischer Verein (Hrsg.): Res Montanarum Sonderband 2012. 2012. 7 S.
- Geld regiert die Welt! Regiert Geld die Welt? In: Gabriele Russ u. a. (Hrsg.): Mammon - 2012 Steiermark Innovation. Leykam, Graz 2012, S. 107–111.
- Der steirische Erzberg und die industrielle Entwicklung Österreichs. In: Res montanarum. Zeitschrift des Montanhistorischen Vereins für Österreich. Sonderband 2012. 2012, S. 25–32.
- Mehr Entscheidungsfreudigkeit, Rationalität und Mut würden der Bundespolitik nicht schaden. In: Claus J. Raidl, Gerald Schöpfer (Hrsg.): Wehrpflicht vs. Berufsheer. Verein für Geschichte und Politik, Graz 2013, S. 71–74.
- Geld, Gier & Globalisierung. In: Fritz Hendrich (Hrsg.): Ethik und/oder Management. Nausner & Nausner, Graz/Wien 2013, S. 35–44, 10 S.
- Oral History - ein lebendiger Zugang zur Zeitgeschichte. In: Johann Egger, Georg Kabbe (Hrsg.): Aspekte der Rechtsgeschichte und der Gesellschaftspolitik in Tirol, Österreich und weltweit. Festschrift zum 70. Geburtstag von Kurt Ebert. Vedliko Tarnovo. ABAGAR. 2013, S. 319–326.
- Das "Phänomen" Peter Rosegger - Vom Waldbauernbuben zum gefeierten Schiftsteller. In: Gerald Schöpfer (Hrsg.): Peter Rosegger – Leben und Wirken. Volkskultur für Steiermark, Graz 2013, S. 9–16.
- Peter Rosegger - Zeitzeuge, Sozialkritiker und "Aktionsjournalist". In: Gerald Schöpfer (Hrsg.): Peter Rosegger – Leben und Wirken. Volkskultur für Steiermark, Graz 2013, S. 165–180.
- Der Dichter Peter Rosegger und seine Prägung durch die Grazer Handelsakademie. In: HAK (Hrsg.): Festschrift zum 150 Jahr Jubliäum Handelsakademie. Graz 2013, S. 60–77.
- Der Aufstieg des Hauses Liechtenstein - Kriege als Sprungbrett zur Macht. In: Marek Vareka, Ales Zaricky (Hrsg.): Das Fürstentum Liechtenstein in der Geschichte der Länder der böhmischen Krone. Ostrava / Vaduz 2014, S. 147–162.
- "Ich habe drei, wenn nicht vier verschiedene Gesellschaftsschichten durchlebt, durcharbeitet, durchlitten." Peter Rosegger - Vom Waldbauernbuben zum gefeierten Schriftsteller". In: Volkskultur Steiermark (Hrsg.): Jahrbuch Volkskultur Steiermark 2013. Graz. Volkskultur Steiermark. 2014, S. 20–33.
- Der Zivildienst nach der Wehrdienstbefragung. In: Beatrix Karl, Wolfgang Mantl, Klaus Poier, Prettenthaler, Ziegerhofer, Pfrisching, Schilcher (Hrsg.): Steirisches Jahrbuch für Politik 2013. Wien. Böhlau. 2014, S. 41–44.
- Der Neubeginn 1945 - Die österreichische Sozialpartnerschaft und der politische Stil der konstruktiven Zusammenarbeit. In: Wirtschaftspolitische Blätter. Sonderausgabe 2014. 2014, S. 55–64.
- Die österreichische Neutralität: Versuch einer Standortbestimmung. In: Gerald Schöpfer (Hrsg.): Die österreichische Neutralität - Chimäre oder Wirklichkeit? Leykam, Graz 2015, S. 9–29.
- Wohlstand in Österreich: Der Steirische Erzberg trug wesentlich zur Entwicklung der Schwerindustrie bei. In: Montanhistorischer Verein (Hrsg.): 175 Jahre Montanuniversität Leoben. Von der montanistischen Lehranstalt in Vordernberg zur Montanuniversität Leoben. 3. Sonderband der Zeitschrift res montanarum. Leoben. Montanuniversität Leoben. 2015. S. 10–27.
- Peter Rosegger: Dichter und Journalist mit vielen Facetten. In: Steiermärkische Landesbibliothek (Hrsg.): Die Kunst ist frei, also sei es auch die Kritik. Beiträge zum Symposium Peter Rosegger 2013. Arbeiten aus der Steiermärkischen Landesbibliothek, Graz 2015, S. 83–125.
- 1965-1975. Tiefgreifende Veränderungen. In: Politicum. 118. 2015, S. 38–53.
- Europa: Weit mehr als gemeinsamer Wirtschaftsraum. In: Steirische Berichte. Zeitschrift für Erwachsenenbildung und Kulturarbeit. 2/2015,2/2015. 2015, S. 18/19.
- Oral History - eine interessante Quelle für die historische Forschung. In: Stefan Karner (Hrsg.): FS in Memoriam Karl W. Hardach. Leykam, Graz 2016, S. 237–248.
- Peter Rosegger - Ein Schriftsteller mit vielen Facetten. In: Peter Rosegger (Hrsg.): Weltgift. Septime, Wien 2016, S. 327–333.
- Von der autogerechten zur menschengerechten Stadt. In: Steirische Berichte, Zeitschrift für Erwachsenenbildung und Kulturarbeit. 3,3/2016. 2016. 12-13.
- Die Flüchtlingsfrage: Ein Elchtest für Europa? In: Politicum. 37. Jg.,119. 2016, S. 68–74.
- Warum ehrenamtliche Arbeit unbezahlbar ist. In: Forbes. Dezember 2016. 2016, S. 16–17.
- Die Steirische Wirtschaft - Tradition und Dynamik. In: Herwig Hösele, Manfred Prisching (Hrsg.): Die Steiermark. Eine Landvermessung. Brandstätter, Wien 2018, S. 278–283.
- Nach Schätzen graben - Der Bergbau. In: Herwig Hösele, Manfred Prisching (Hrsg.): Die Steiermark. Eine Landvermessung. Brandstätter, Wien 2018, S. 284–285.
- Modernisierung - die alten Industrien. In: Herwig Hösele, Manfred Prisching (Hrsg.): Die Steiermark. Eine Landvermessung. Brandstätter, Wien 2018, S. 286–287.
- Industrieland - Expansion, Entfaltung , Europäisierung. In: Herwig Hösele, Manfred Prisching (Hrsg.): Die Steiermark. Eine Landvermessung. Brandstätter, Wien 2018, S. 290–291.
- Papier - keine Epoche der Papierlosigkeit. In: Herwig Hösele, Manfred Prisching (Hrsg.): Die Steiermark. Eine Landvermessung. Brandstätter, Wien 2018, S. 292.
- Das Eisenland - der „steirische Brotlaib“. In: Herwig Hösele, Manfred Prisching (Hrsg.): Die Steiermark. Eine Landvermessung. Brandstätter, Wien 2018, S. 294–295.
- Wer neugierig ist, bleibt ewig jung. Festschrift für Kurt Jungwirth / Steirische Berichte für Volksbildung. Steirisches Volksbildungswerk, Graz 2019.
- Das Oral-History-Archiv am Institut für Wirtschafts- und Sozialgeschichte der Karl-Franzens-Universität in Graz. In: Michaela Hohenwarter, Walter M. Iber, Thomas Krautzer (Hrsg.): Mensch im Mittelpunkt. Bevölkerung - Ökonomie - Erinnerung. FS Peter Teibenbacher. Literatur-Verlag, Wien 2019, S. 281–291.
- Zum 100. Todestag von Peter Rosegger: Was bleibt? In: Beatrix Karl, Wolfgang Mantl, Klaus Poier, Manfred Prisching, Ziegerhofer (Hrsg.): Steirisches Jahrbuch für Politik 2018. Böhlau, Wien 2019, S. 101–104.
- Leben retten ist unpolitisch. Menschenleben müssen immer vor politischen Erwägungen kommen. In: Südwind – Internationale Politik, Kultur und Entwicklung. 1. 2019, S. 6.
- Die Rettung ohne Blaulicht. In: Steirische Berichte. 3,3/2019, 2019, S. 16.
- Österreich: Neutralität "a la carte?". In: Walter Köhler, Christian Mertens, Anton Pelinka (Hrsg.): Ein Hauch von Welt. Österreich vor und nach Saint Germain. Braumüller, Wien 2020, S. 357–373.
- Totgesagte leben länger: Es lebe das Buch! In: Herwig Hösele (Hrsg.): Mit Geschichte in die Zukunft! Leykam, Graz 2020, S. 165 f.
- Warum NGOs für Gesellschaft und Demokratie so wichtig sind. In: Lions Club Steiermark (Hrsg.): Festschrift 50 Jahre-Jubiläum Lions Club Styria. Styria, Graz 2021, S. 16–17.
- Die Aufgabe des Roten Kreuzes in Zeiten des Krieges In: Beatrix Karl/Klaus Poier/Manfred Prisching/Anita Ziegerhofer (Hrsg.): Handbuch für Politik 2023, Wien 2024, S. 201–205.